# Piove, governo ladro!
Na língua italiana, a expressão Piove, governo ladro! ('Chove, governo ladrão!') é utilizada como paródia de slogans contra o governo e, em geral, contra o poder constituído, que seria o culpado por tudo que há de negativo e, portanto, até mesmo pela chuva.
A expressão é costumeiramente usada na Itália para satirizar o hábito de se atribuir ao governo a culpa por tudo.

## Possíveis origens
De acordo com o lexicólogo Alfredo Panzini, em seu 'Dizionario moderno' de 1905, a expressão se originou em uma charge política. Em 1861, durante os movimentos pela unificação italiana, os partidários de Mazzini teriam organizado uma manifestação pública em Turim, que foi cancelada por via de uma forte chuva. O jornal de sátira política "Pasquino" publicou então uma charge de Casimiro Teja que mostrava três manifestantes mazzinianos protegidos da chuva, com embaixo a legenda "Governo ladro, piove!". A expressão teve tamanho sucesso que se tornou slongan da própria revista.
De acordo com outros lexicólogos, a expressão "Piove, governo ladro!" nasceu no Reino Lombardo-Vêneto, atual nordeste da Itália, durante a ocupação militar austríaca. Os camponeses, tributados com base na colheita, seriam tributados adicionalmente pelos governantes depois de temporadas chuvosas, quando a colheita seria em teoria maior. Das protestas contra a maior taxação teria nascido o costume, ainda vivo, de reclamar do governo sempre que chove.